# Esmerling Vásquez
Esmerling Vásquez (nacido el 7 de noviembre de 1983 en Tenares) es un lanzador dominicano de Grandes Ligas que se encuentra en la organización de los Texas Rangers.

## Carrera
Vásquez fue originalmente firmado como amateur en 2003 por los Diamondbacks de Arizona.
Jugó en Doble-A con el equipo Mobile BayBears en 2007. Abrió en los 29 partidos que jugó y terminó con récord de 10-6 con una efectividad de 2.99. Después de la temporada, los Diamondbacks nombraron a Vásquez como su pitcher de ligas menores del año. Su contrato fue comprado el 20 de noviembre de 2007.
Vásquez fue convocado a los Diamondbacks el 26 de abril de 2009, e hizo su debut en las mayores ese mismo día.
Fue degradado a Triple-A con Reno Aces el 17 de abril de 2010 para dar cabida a Kris Benson, pero fue llamado dos días más tarde después de que Conor Jackson se lesionara.
En el Memorial Day de 2010, Vásquez cometió un balk en la parte baja de la novena entrada contra los Dodgers de Los Ángeles, permitiéndole a Casey Blake anotar la carrera ganadora.  El evento fue conocido como un "balk-off".
El 27 de septiembre de 2011, Vásquez fue reclamado en waivers por los Mellizos de Minnesota.